# WASP-56
WASP-56, TOI-1809 — одиночная звезда в созвездии Волос Вероники на расстоянии приблизительно 1070 световых лет (около 328 парсек) от Солнца. Видимая звёздная величина звезды — +11,48m. Возраст звезды определён как около 6,2 млрд лет.
Вокруг звезды обращается, как минимум, одна планета.

## Характеристики
WASP-56 — жёлтый карлик спектрального класса G6. Масса — около 1,092 солнечной, радиус — около 1,129 солнечного, светимость — около 1,266 солнечной. Эффективная температура — около 5646 K.

## Планетная система
В 2011 году группой астрономов, работающих в рамках программы SuperWASP, было объявлено об открытии планеты WASP-56 b.